# Prunay

Prunay este o comună în departamentul Marne, Franța. În 2009 avea o populație de 965 de locuitori.